# هاري فيكتور جافا
هاري فيكتور جافا (بالإنجليزية: Harry V. Jaffa)‏ (7 أكتوبر 1918 - 10 يناير 2015)، فيلسوف وسياسي أمريكي ومؤرخ وأستاذ. كان أستاذًا فخريًا في كلية كليرمونت ماكينا وجامعة كليرمونت للدراسات العليا وزميلًا مميزًا في معهد كليرمونت. يقول روبرت بّي. كرايناك: «كان عمله في الحياة هو تطوير تطبيق أمريكي لإحياء فلسفة اليمين الطبيعي لليو شتراوس ضد النسبية وعدمية عصرنا». 
كتب جافا عن مواضيع تتراوح ما بين أرسطو وتوماس أكويناس إلى أبراهام لنكولن ونستون تشرشل والقانون الطبيعي. وقد نشر في مجلة كليرمونت ريفيو أوف بوكس، والمجلة الوطنية، ونيويورك تايمز. أشهر أعماله، أزمة البيت المنقسم: تفسير القضايا في مناظرات لينكولن-دوغلاس، الذي كتبه في عام 1959، ووُصف بأنه «أعظم كتاب يتحدث عن لنكولن على الإطلاق». 
كان جافا ذا تأثير تكويني على الحركة المحافظة الأمريكية، فقد تحدَّى المفكرين المحافظين البارزين مثل: راسل كيرك وريتشارد إم ويفر وويلموور كيندال. ناقش أيضًا روبرت بورك حول الدستور الأمريكي. توفي في عام 2015. 

## النشأة وتعليمه
وُلد جافا في مدينة نيويورك في 7 أكتوبر من عام 1918، لوالديه آرثر سولومون جافا وفرانسيس لانداو جافا؛ يشير اسمه الأوسط إلى الحرب العالمية الأولى، والتي انتهت في نفس العام الذي ولد فيه. أخته ليليان آن جافا؛ وجدته ذات أصل بولندي. كانت عائلته يهودية. حصل على درجة البكالوريوس في الآداب قسم الأدب الإنجليزي من جامعة ييل ودرجة الدكتوراه في الفلسفة السياسية من المدرسة الجديدة للبحوث الاجتماعية. كطالب دكتوراه، أصبح مهتمًا بأبراهام لينكولن بعد اكتشافه لنسخة من مناقشات لينكولن-دوغلاس في إحدى المكتبات. 

## مهنته
درّس جافا في ولاية أوهايو من عام 1951 حتى عام 1964، قبل الانتقال إلى كليرمونت. 

### تأسيس الولايات المتحدة
يعتقد جافا أن المؤسسين الأمريكيين، بما في ذلك توماس جيفرسون وجيمس ماديسون وجورج واشنطن أسسوا الأمة على المبادئ السياسية التي يمكن تتبعها من لوك إلى أرسطو.  في حين أنه يعتقد أن الحكومات قد تأسست لحماية الحقوق، فقد علم بالنهايات التي تخدمها، إذ كانت السعادة في المقام الأول. كُتب في إعلان الاستقلال الآمريكي: 
كلما أصبح أي شكل من أشكال الحكومة مدمراً لهذه الغايات [الحياة والحرية والسعي إلى السعادة]، من حق الشعب أن يغيرها أو يلغيها، وأن يقيم حكومة جديدة، وأن يضع أسسها على مثل هذه المبادئ وأن ينظم السلطات على هذا الشكل، فهذا بالنسبة لهم ما يؤثر على سلامتهم وسعادتهم. 
يشير جافا إلى أن السلامة والسعادة هما الفضائل الرئيسية للحياة السياسية الأرسطية في سياسته. يشير جافا أيضًا إلى مقال الفيدرالي رقم 43، الذي أعلن فيه جيمس ماديسون أن السلامة والسعادة هي أهداف جميع المؤسسات السياسية، وإلى أول خطاب تنصيب لجورج واشنطن الذي أكد فيه على تعزيز العلاقة بين السعادة البشرية والحكومة، وبالتالي الجذور القديمة للمؤسس الأمريكي.  

### دراسته حول أبراهام لنكولن
كتب جافا كتابين عن أبراهام لينكولن. كتابه الأول، أزمة البيت المنقسم: تفسير القضايا في مناظرات لينكولن-دوغلاس، الذي كُتب في عام 1959. وبعد أربعين سنة، تبعه الكتاب الثاني ولادة جديدة للحرية: أبراهام لنكولن ومجيء الحرب الأهلية. كتب جافا أيضًا عددًا من المقالات حول لينكولن لمعهد كليرمونت والمجلة الوطنية وغيرها من المجلات العلمية.
اعتقد جافا أن إعلان الاستقلال والدستور يشتركان في علاقة هدفها الحفاظ على المبادئ الأولى. وقد أثار هذا الاعتقاد انتقادات من علماء القانون، وخاصة روبرت بورك.